# Bentley Continental GT III
La Bentley Continental GT III est une automobile produite par Bentley Motors depuis 2024. Elle remplace la Continental GT II produite depuis 2017.

## Présentation

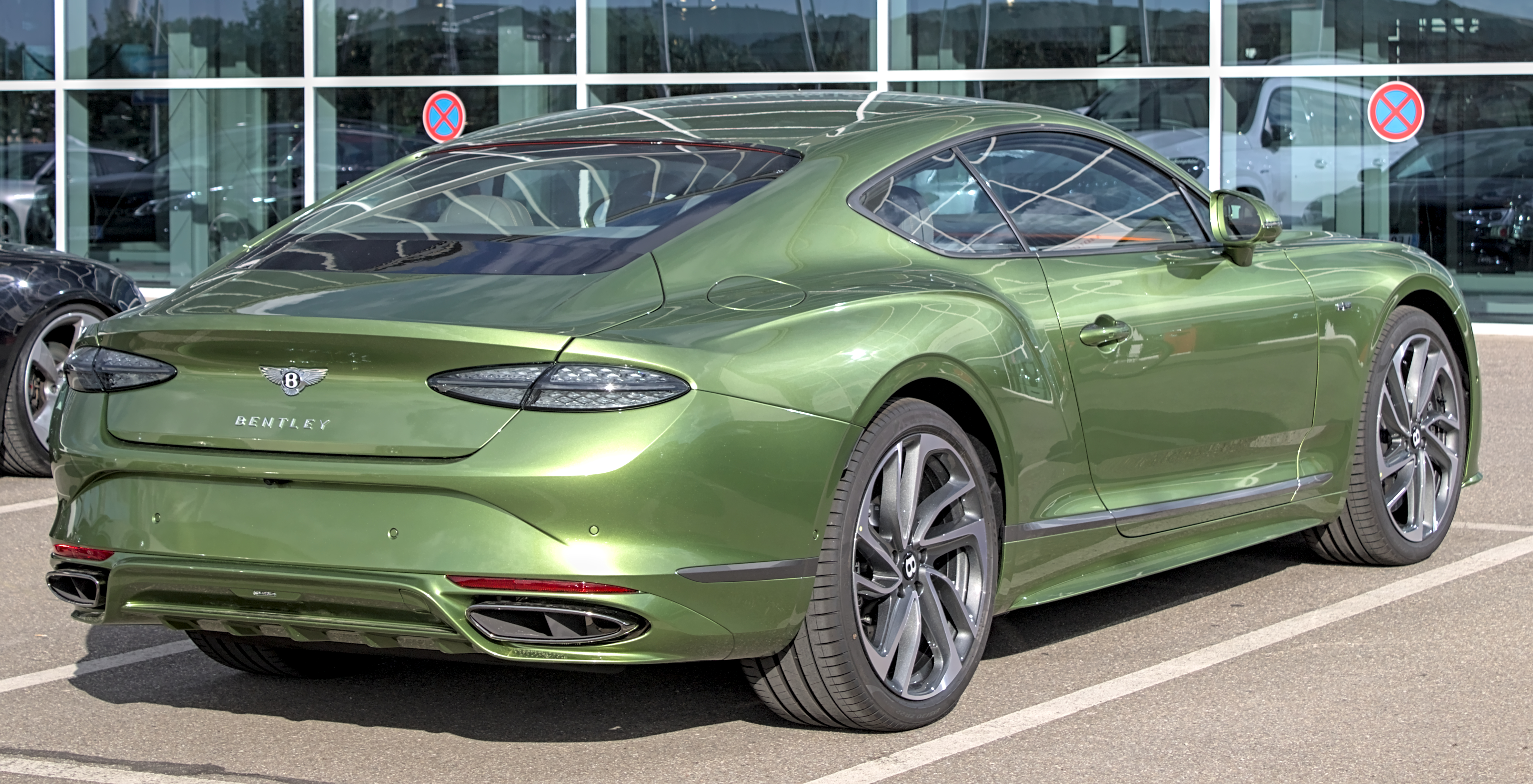
Vue de l'arrière

La Continental GT III est présentée dans sa version Speed.

## Caractéristiques techniques

### Motorisations
Sa version Speed présente un moteur V8 biturbo 4.0 de 600 ch et 800 Nm de couple.